# Santa Maria (Ilocos Sur)
Santa Maria ist eine Stadtgemeinde in der philippinischen Provinz Ilocos Sur und liegt am Südchinesischen Meer. Im Osten grenzt sie an die Provinz Abra. Im Jahre 2015 zählte sie 30.321 Einwohner. Das Gebiet ist größtenteils flach. Die Church of Nuestra Señora de la Asuncion gehört seit 1993 zum UNESCO-Welterbe. In Santa Maria ist das Marine Research and Development Center der University of Northern Philippines angesiedelt.
Santa Maria ist in folgende 33 Baranggays aufgeteilt:
| - Ag-Agrao - Ampuagan - Baballasioan - Baliw Daya - Baliw Laud - Biao - Butir - Cabaroan - Danuman East - Danuman West - Dunglayan | - Gusing - Langaoan - Laslasong Norte - Laslasong Sur - Laslasong West - Lesseb - Lingsat - Lubong - Maynganay Norte - Maynganay Sur - Nagsayaoan | - Nagtupacan - Nalvo - Pacang - Penned - Poblacion Norte - Poblacion Sur - Silag - Sumagui - Suso - Tangaoan - Tinaan |